# ووكيراسيه ساونداري
ووكيراسيه ساونداري مواليد 20 نوفمبر 1980 في بوروكيرتو، إندونيسيا، هي لاعبة كرة مضرب إندونيسية بدأت مسيرتها كمحترفة سنة 1993 تلعب باليد اليمنى. أعلى تصنيف لها في الفردي كان المركز الـ 405 في سنة 2001. أعلى تصنيف لها في الزوجي كان المركز الـ 312 في سنة 1998.

## الميداليات
| الميدالية | المسابقة                   |
| --------- | -------------------------- |
| ذهبية     | دورة الألعاب الآسيوية 2002 |

## روابط خارجية
- ووكيراسيه ساونداري على موقع رابطة محترفات التنس (الإنجليزية)
- ووكيراسيه ساونداري على موقع الاتحاد الدولي لكرة المضرب (الإنجليزية)
- ووكيراسيه ساونداري على موقع خلاصة التنس.كوم (الإنجليزية)